# Madeleine de Clèves
La duchesse Madeleine de Juliers-Clèves-Berg (2 novembre 1553 – 30 août 1633) est le cinquième enfant du duc Guillaume de Clèves de Juliers-Clèves-Berg et de Marie d'Autriche, fille de l'empereur Ferdinand Ier.

## La succession du duché de Juliers
En 1579, elle épouse le comte palatin Jean Ier de Deux-Ponts. L'empereur Charles V a en 1546 accordé aux femmes le droit de succéder au duché de Juliers-Clèves-Berg. Ainsi, lorsque son frère, le duc Jean-Guillaume de Clèves, meurt en 1609, sans héritier mâle, elle et ses nièces jouent un rôle essentiel dans l'héritage le plus important du Nord-Ouest du territoire allemand. Jean, le mari de Madeleine revendique l'héritage de Palatinat-Deux-Ponts, comme le fait l'électeur de Brandebourg, Jean III Sigismond de Brandebourg, qui est marié à Anne, fille de Marie-Éléonore, la sœur de Madeleine, (Jean Sigismond affirme que le contrat de mariage conclu en 1573 lui donne plus de droits). Le troisième requérant est le comte palatin Philippe-Louis de Neubourg, le mari de Anne, l'autre sœur de Madeleine Anne. Enfin, le duché de Saxe revendique le duché de Juliers-Clèves-Berg, sur la base d'une entente à cet effet avec l'empereur.
Comme tous les demandeurs sont des membres de la coalition des Habsbourg et de la France, ils sont indirectement impliqués dans le conflit international de la guerre de Succession de Juliers. Cependant, après la mort du Roi de France Henri IV, le conflit est réglé provisoirement par le traité de Xanten. Le duché est divisé entre le Brandebourg et le duché de Palatinat-Neubourg. Dans l'intervalle, le mari de Madeleine étant mort en 1604 et ses prétentions étant passées à son fils aîné Jean II de Palatinat-Deux-Ponts (1584-1635), il n'a plus le droit de recevoir une part de l'Héritage en vertu du Traité de Xanten.

## Descendance
De son mariage, elle a les enfants suivants :
- Guillaume Louis (1580-1581)
- Marie Élisabeth (1581-1637) ∞ 1601, Georges-Gustave de Palatinat-Veldenz
- Anne Madeleine († 1583)
- Jean II de Deux-Ponts (1584-1635), comte palatin de Deux-Ponts
  - 1604, la princesse Catherine de Rohan (1578-1607)
  - 1612, la comtesse palatine Louise Julienne de Simmern (1594-1640)
- Frédéric Casimir de Deux-Ponts-Landsberg (1585-1645), comte palatin de Deux-Ponts-Landsberg marié à la princesse Émilie d'Orange-Nassau (1581-1657)
- Élisabeth Dorothée (1586-1593)
- Fils († 1588)
- Jean Casimir de Deux-Ponts-Kleeburg (1589-1652), comte palatin de Deux-Ponts-Kleeburg ∞ la princesse Catherine Vasa (1584-1638)
- Fille († 1590)
- Jacqueline Henriette Amélie (1592-1655) ∞ 1638, le comte François Jacob de Pestacalda († 1645)
- Fils († 1593)

## Ascendance

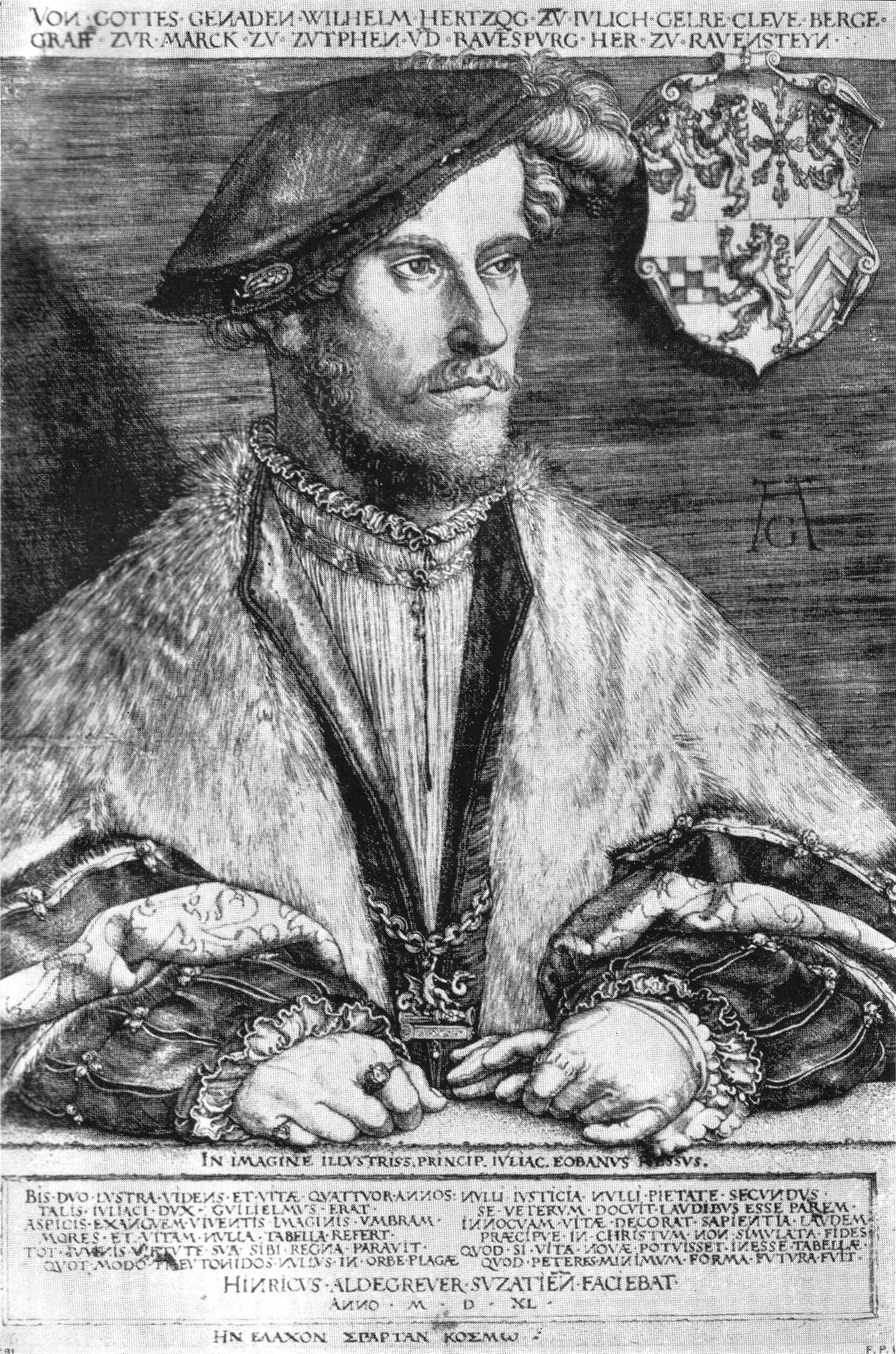
Guillaume de Clèves, grand-père de Madeleine de Clèves.